# 玩偶特工
《玩偶特工》（英語：Dollhouse）是美國的一部科幻電視劇，在福克斯電視台播出，共播出了27集。

## 外部連結
- 互联网电影数据库（IMDb）上《Dollhouse》的资料（英文）